# WNBA All-Star Game 2017
Match précédent Match suivant
Le WNBA All-Star Game 2017 se tient le 22 juillet 2017 3:30 p.m. ET à la KeyArena de Seattle, État de Washington. Ce match est le 14e All-Star Game annuel et il se tient pour la première fois dans la ville de la franchise du Storm. Il est diffusé en direct sur la chaîne ABC.

## Concours de tirs à trois points
Cette édition voit le retour du concours de paniers à trois points abandonné huit ans plus tôt avec la participation de Sue Bird, Maya Moore, Sugar Rodgers, Jasmine Thomas et Allie Quigley. La concours sera diffusée à la télévision et disputé à la mi-temps et la gagnante remportera 10 000 dollars qu'elle versera à une œuvre de charité. Les joueuses peuvent tirer jusqu'à 25 ballons en une minute. Les deux meilleures participantes du premier tour s'opposent en finale sur le même modèle. Le concours est remporté par Allie Quigley.

## Joueuses
La sélection de l'Est est profondément renouvelée avec huit joueuses (dont trois titulaires) qui honorent leur première sélection contre deux pour l'Ouest. Candice Dupree rejoint Cappie Pondexter et Tina Thompson parmi les seules joueuses sélectionnées sous trois franchises différentes. Les sélections comptent neuf premiers choix de la draft, huit à l'Ouest (Bird, 2002; Taurasi, 2004; Augustus, 2006; Parker, 2008; Moore, 2011, Ogwumike, 2012; Griner, 2013; Stewart, 2016) et une à l'Est (Charles, 2010). Forfait sur blessure, Brittney Griner est remplacée par Rebekkah Brunson. De même, Elena Delle Donne est remplacée par Sugar Rodgers. Pour raisons familiales, l'entraîneur du Sun Curt Miller remplace celui du Liverty Bill Laimbeer sur le banc de la sélection de l'Est.
| Pos.         | Joueuse          | Équipe                | Participation |
| Titulaires   | Titulaires       | Titulaires            | Titulaires    |
| ------------ | ---------------- | --------------------- | ------------- |
| PG           | Sue Bird         | Storm de Seattle      | 10e           |
| C            | Candace Parker   | Sparks de Los Angeles | 4e            |
| SF           | Maya Moore       | Lynx du Minnesota     | 5e            |
| C            | Sylvia Fowles    | Lynx du Minnesota     | 4e            |
| SG           | Diana Taurasi    | Mercury de Phoenix    | 8e            |
| Remplaçantes |                  |                       |               |
| G            | Chelsea Gray     | Sparks de Los Angeles | 1re           |
| PG           | Skylar Diggins   | Wings de Dallas       | 3e            |
| PF           | Rebekkah Brunson | Lynx du Minnesota     | 4e            |
| G            | Seimone Augustus | Lynx du Minnesota     | 7e            |
| C            | Brittney Griner  | Mercury de Phoenix    | 4e            |
| PF           | Nneka Ogwumike   | Sparks de Los Angeles | 4e            |
| F            | Breanna Stewart  | Storm de Seattle      | 1re           |
| Entraîneuse  |                  |                       |               |
|              | Cheryl Reeve     | Lynx du Minnesota     |               |

| Pos.         | Joueuse            | Équipe                | Participation |
| Titulaires   | Titulaires         | Titulaires            | Titulaires    |
| ------------ | ------------------ | --------------------- | ------------- |
| PG           | Jasmine Thomas     | Sun du Connecticut    | 1re           |
| G            | Tiffany Hayes      | Dream d'Atlanta       | 1re           |
| F            | Elena Delle Donne  | Mystics de Washington | 4e            |
| F            | Alyssa Thomas      | Sun du Connecticut    | 1re           |
| F            | Jonquel Jones      | Sun du Connecticut    | 1re           |
| C            | Tina Charles       | Liberty de New York   | 5e            |
| Remplaçantes |                    |                       |               |
| C            | Stefanie Dolson    | Sky de Chicago        | 2e            |
| F            | Elizabeth Williams | Dream d'Atlanta       | 1re           |
| F            | Allie Quigley      | Sky de Chicago        | 1re           |
| G            | Layshia Clarendon  | Dream d'Atlanta       | 1re           |
| F            | Candice Dupree     | Fever de l'Indiana    | 6e            |
| G            | Sugar Rodgers      | Liberty de New York   | 1re           |
| Entraîneur   |                    |                       |               |
|              | Curt Miller        | Sun du Connecticut    |               |

## Rencontre

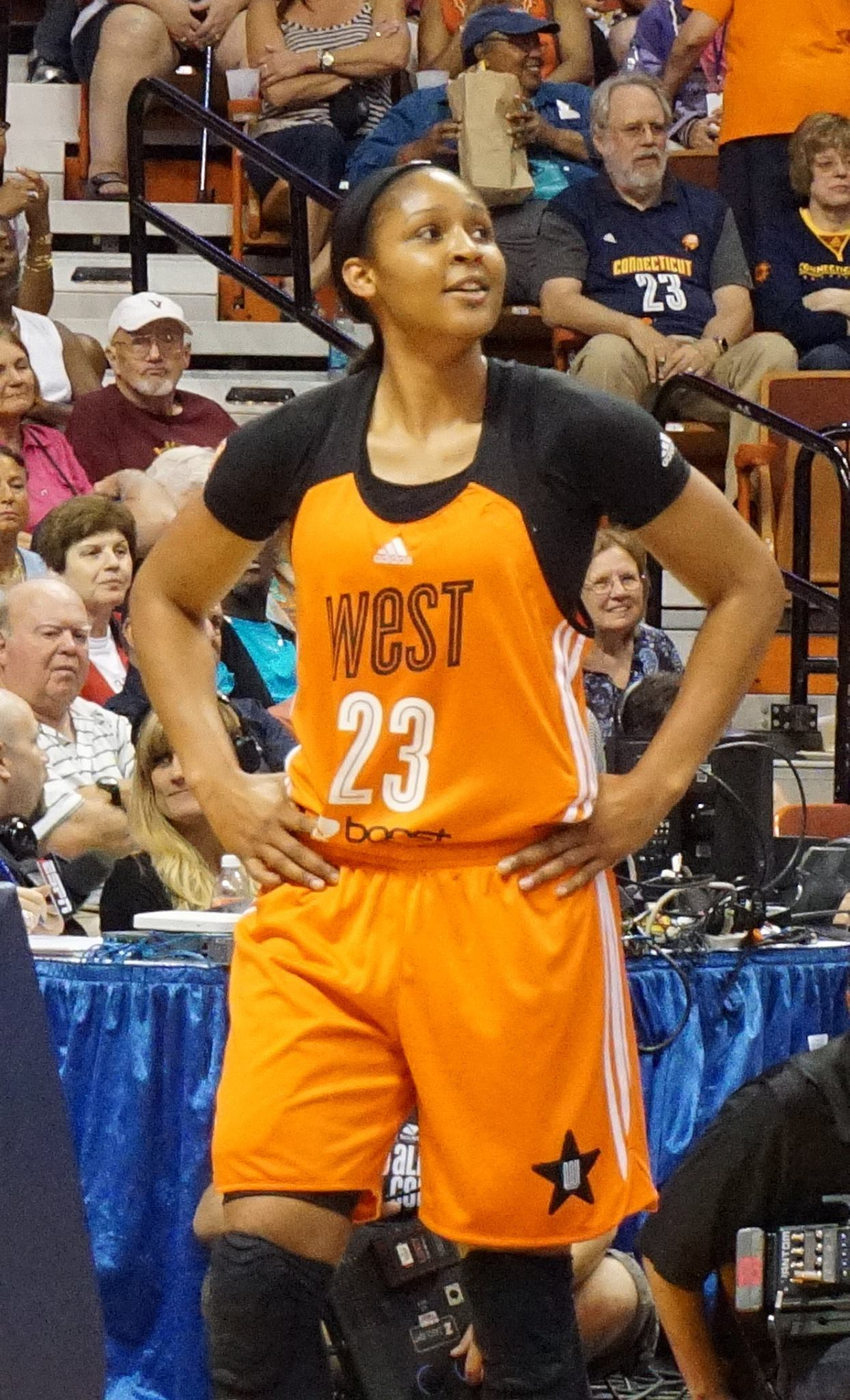
Maya Moore (ici en 2015), MVP de la rencontre.

La rencontre se déroule en présence des Hall of Famers Bill Russell et Lenny Wilkens, d'anciens joueurs des SuperSonics de Seattle Gus Williams, Fred Brown et Slick Watts et du All-Star Isaiah Thomas et de l'ancienne All-Star Penny Taylor, ainsi que du joueur de football américaine des Seahawks de Seattle Richard Sherman et la joueuse de football Megan Rapinoe.
Maya Moore score 23 points (9 tirs sur 17) , bien secondée par les 22 points (11 tirs sur 15) de la MVP Nneka Ogwumike pour permettre à l'Ouest de s'imposer 130 à 121. La jeune équipe de l'Est est conduite par Jonquel Jones qui inscrit 24 points, dont un slam dunk à la dernière minute, Layshia Clarendon, Candice Dupree et Allie Quigley la secondent avec chacune 14 points.
Pour le premier de ses dix All-Star Game disputé à Seattle Sue Bird s'est surtout impliquée à faire ses jouer ses équipières, puisqu'elle réussit 11 passes décisives, nouveau record pour un All-Star Game et huit points.
Lors de la mi-temps, le concours de tirs à trois points ne sourit pas à la locale Sue Bird qui ne marque que 7 points. En finale, Sugar Rodgers inscrit 19 points, mais elle est devancée par les 27 points d'Allie Quigley (19 réussites sur 25)  qui remporte un chèque de 10 000 dollars pour la fondation nommée en l'honneur de son père Patrick Quigley Memorial Scholarship.
| 22 juillet 2017 3:30 p.m. ET | Box score | Conférence Est 121, Conférence Ouest 130             | Conférence Est 121, Conférence Ouest 130 | Conférence Est 121, Conférence Ouest 130                     |  | Key Arena, Seattle Affluence : 15 221 Arbitres : - #7 Billy Smith - #19 Tiara Cruse - #25 Tiffany Bird | ABC |
| 22 juillet 2017 3:30 p.m. ET | Box score | Score par quart-temps : 30-35, 34–29, 21-32, 36-34   |                                          |                                                              |  | Key Arena, Seattle Affluence : 15 221 Arbitres : - #7 Billy Smith - #19 Tiara Cruse - #25 Tiffany Bird | ABC |
| 22 juillet 2017 3:30 p.m. ET | Box score | Jonquel Jones 24 Jonquel Jones 9 Layshia Clarendon10 | Points Rebonds Passes d.                 | Maya Moore 23 Candace Parker et Nneka Ogwumike 9 Sue Bird 11 |  | Key Arena, Seattle Affluence : 15 221 Arbitres : - #7 Billy Smith - #19 Tiara Cruse - #25 Tiffany Bird | ABC |